# Солонец (Молдова)
Солонец (рум. Soloneţ) — село в Сорокском районе Молдовы. Наряду с селом Стойканы входит в состав коммуны Стойканы.

## География
Село расположено на высоте 194 метра над уровнем моря.

## Население
По данным переписи населения 2004 года, в селе Солонец проживает 622 человека (305 мужчин, 317 женщин).
Этнический состав села:
| Национальность | Число жителей | Процентный состав |
| -------------- | ------------- | ----------------- |
| молдаване      | 578           | 92,93             |
| румыны         | 18            | 2,89              |
| украинцы       | 10            | 1,61              |
| русские        | 9             | 1,45              |
| гагаузы        | 3             | 0,48              |
| цыгане         | 2             | 0,32              |
| евреи          | 1             | 0,16              |
| прочие         | 1             | 0,16              |
| Всего          | 622           | 100 %             |